# Interkontinentální pohár 1994
Třicátý třetí ročník Interkontinentálního poháru byl odehrán 1. prosince 1994 na Národním stadionu v Tokiu, kde se hrál pravidelně již od roku 1980. Ve vzájemném zápase se střetli vítěz Ligy mistrů v ročníku 1993/94 – AC Milán a vítěz Poháru osvoboditelů v ročníku 1994 – CA Vélez Sarsfield.

## Zápas
| 1. prosince 1994 19.15 JST (UTC +9) (4.15 SEČ) |        |                                         |                                                     |
| AC Milán                                       | 0 : 2  | CA Vélez Sarsfield                      | Národní stadion, Tokio rozhodčí: José Torres Cadena |
|                                                | Report | 50' (pen.) Roberto Trotta 81' Omar Asad | Národní stadion, Tokio rozhodčí: José Torres Cadena |

| AC Milan | River Plate |

| Muž zápasu: Omar Asad (CA Vélez Sarsfield) |

## Vítěz
| Interkontinentální pohár 1994 CA Vélez Sarsfield (1. vítězství) |